# Perisseretma endotrichalis
Perisseretma endotrichalis är en fjärilsart som beskrevs av W. Warren 1895. Perisseretma endotrichalis ingår i släktet Perisseretma och familjen mott. Inga underarter finns listade i Catalogue of Life.